# Chthonius agazzii
Espèce
Chthonius agazzii est une espèce de pseudoscorpions de la famille des Chthoniidae.

## Distribution
Cette espèce est endémique de Vénétie en Italie,. Elle se rencontre dans la grotte Grotta La Bisongola à Segusino et dans la grotte Grotta Busa delle Fave à Refrontolo.

## Description
La femelle holotype mesure 1,1 mm et le mâle paratype 1,1 mm.

## Étymologie
Cette espèce est nommée en l'honneur de Giorgio Agazzi.

## Publication originale
- Beier, 1966 : Neues über Höhlen-Pseudoscorpione aus Veneto. Atti della Società Italiana di Scienze Naturali, e del Museo Civile di Storia Naturale, Milano, vol. 105, p. 175-178 (texte intégral).